# Caroline Catz
Caroline Catz, artiestennaam van  Caroline Caplan (Manchester, 19 oktober 1970), is een Britse film-, televisie-, theater- en radioactrice.
Voordat zij actrice werd, zong Caroline Catz in onder meer de indieband Monoland en de folkgroep Sapphire. Zij had rollen in All Quiet on the Preston Front, The Bill, Peak Practice, The Vice en Murder in Suburbia, daarin speelt zij in 12 afleveringen Detective Inspector Kate Ashhurst (2004-2005). In Doc Martin, speelt ze de rol van de schooljuffrouw Louisa Glasson. Sinds 2012 speelt zij DI Helen Morton in de politieserie DCI Banks met Stephen Tompkinson als Detective Chief Inspector Alan Banks.

## Privé
Catz is getrouwd met acteur Michael Higgs, die zij ontmoette bij de opnamen voor The Bill. Zij hebben een zoon Sonny en een dochter Honour.

## Filmografie
- DCI Banks (2012-) - DI Helen Morton
- Hotel Babylon (2 afl., 2009) - Erin Martyn
- Single-Handed (2 afl.) - Dr. Maggie Hunter
- Doc Martin (22 afl., 2004-2007) - Louisa Glasson
- Murder in Suburbia (12 afl., 2004-2005) - DI Kate 'Ash' Ashurst
- In Denial of Murder (2004) - Wendy Sewell
- The Vice (26 afl., 1999-2003) - PC Cheryl Hutchins
- Real Men (2003) - Liz Fenton
- The Bill (10 afl., 1998-2000) - Sgt. Fox
- All Quiet on the Preston Front (19 afl., 1994-1997) - Dawn
- The Merchant of Venice (1996) - Jessica
- China (1996) - China
- Moving Story (1 afl., 1995) - Caroline
- Look Me in the Eye (1994) -  Ruth Wallace/Sian
- Peak Practice  (1 afl., 1994) - Carol Dart
- Under the Sun (1994) - Linda
- The Guilty (1992) - Nicky Lennon
- The Upper Hand (1 afl., 1991) - Receptionist

- Gemeinsame Normdatei: 1295916975
- International Standard Name Identifier: 0000 0000 4878 2997
- Library of Congress Control Number: no2006111806
- Nationale Bibliotheek van Israël: 987012384962505171
- Virtual International Authority File: 31759577